# Dyngjufjöll
Dyngjufjöll è un massiccio montuoso vulcanico situato nella regione del Norðurland eystra, nella parte nord-orientale dell'Islanda.
Appartiene al sistema vulcanico Askja, talvolta chiamato anche sistema Dyngjufjöll e fa parte del Parco nazionale del Vatnajökull.

## Descrizione
La vasta catena montuosa si trova negli Altopiani d'Islanda, più precisamente nel campo di lava di Ódáðahraun e si estende su una superficie di circa 600 km2. Forma quasi un quadrato perfetto il cui lato è lungo circa 24 km. Il grande ghiacciaio Vatnajökull, con la sua lingua glaciale Dyngjujökull, inizia circa 15 km a sud della catena montuosa.
Sul lato ovest, la valle Dyngjudalur divide in due la catena e questa parte è definita Dyngjufjöll ytri, cioè Dyngjufjöll occidentale. È incluso anche il vulcano centrale del sistema vulcanico Askja.

## Aspetti geografici
Molte cime del Dyngjufjöll arrivano fino a 1.300-1500 metri, innalzandosi da 100 a 300 metri rispetto al fondo della caldera dell'Askja. La vetta più elevata è il Þorvaldstindur che arriva a 1.510 metri. Il monte è stato così denominato in onore del geologo islandese Þorvaldur Thoroddsen. È il vulcano centrale di un sistema lungo circa 150 km, che viene chiamato sistema vulcanico Askja, dal nome della sua caldera principale.
La catena montuosa è costituita principalmente di palagonite. Sembra essere il residuo di un grande stratovulcano dell'era glaciale, che tuttavia è rimasto continuamente in attività, tanto che spessi strati di lava e cenere vulcanica ricoprono la palagonite.
Uno dei passi tra le cime, il Jónsskarð, deriva il nome dal geologo islandese Jón Þorkelsson, che fu il primo a descrivere il vulcano Askja dopo la grande eruzione del 1875. Il passo più basso tra queste montagne è l'Öskjuop, che si trova sul bordo della caldera dell'Askja. Qui la caldera si apre verso est e ci passa un sentiero escursionistico che conduce al lago Öskjuvatn, dove nel 1907 scomparvero due esploratori tedeschi. Una spedizione di ricerca organizzata l'anno successivo non diede alcun esito positivo.

## Drekagil
A est si apre la gola Drekagil (gola del drago), dove c'è un rifugio gestito dall'associazione delle guide di Akureyri, che gestisce anche il rifugio Dyngjufjöll, situato a nord-ovest dell'Askja.

## Vette principali
Le vette principali che fanno parte della catena montuosa Dyngjufjöll sono:
- Askja
- Háihnúkur
- Kollur
- Litlakista
- Þorvaldstindur
- Wattsfell